# Polia plebeja
Polia plebeja là một loài bướm đêm trong họ Noctuidae.